# Algarveneta corona
Algarveneta corona este o specie de păianjeni araneomorfi care aparține genului Algarveneta, familia Linyphiidae. Specia, endemică zonei Algarve din Portugalia, a fost studiată și descrisă formal pentru prima dată în 2021, iar epitetul specific corona face referire la pandemia de coronaviroză din acea perioadă. 